# Eugen Taucher

Eugen Taucher

Eugen Taucher (* 9. September 1863 in Bergham bei Nittenau; † 27. April 1933 in Amberg) war ein deutscher Politiker (Zentrum, BVP).

## Leben und Beruf
Nach dem Abitur auf dem Gymnasium in Regensburg 1883 studierte Taucher bis 1887 an der Ludwig-Maximilians-Universität München Rechtswissenschaften. Während seines Studiums schloss er sich dem Corps Makaria München an. Nachdem er 1889 in Heidelberg zum Doktor der Rechte promoviert worden war, ließ Taucher sich 1891 als Rechtsanwalt beim Landgericht Amberg nieder. 1910 wurde er zum Justizrat ernannt.

## Partei
Taucher gehörte dem bayerischen Landesverband der Zentrumspartei an, der sich am 9. Februar 1920 als Bayerische Volkspartei verselbständigte. Er war dort Vorsitzender der Ortsgruppe Amberg-Stadt und Amberg-Land.

## Abgeordneter
Taucher war seit 1913 Stadtverordneter in Amberg und Vorsitzender des dortigen Gemeindekollegiums. Der Weimarer Nationalversammlung gehörte er von 1919 bis zur Mandatsniederlegung am 1. Februar 1920 an.